# کارلو سارتوری
کارلو سارتوری (انگلیسی: Carlo Sartori؛ زادهٔ ۱۰ فوریهٔ ۱۹۴۸) بازیکن فوتبال اهل ایتالیا است.
از باشگاه‌هایی که در آن بازی کرده‌است می‌توان به باشگاه فوتبال لچه، باشگاه فوتبال بولونیا، باشگاه فوتبال بنونتو، باشگاه فوتبال منچستر یونایتد، و باشگاه فوتبال اسپال اشاره کرد.